# Phellandrium
- Commons
- Wikispecies

Phellandrium L. é um género botânico pertencente à família Apiaceae.

## Sinonímia
- Oenanthe (planta)

## Espécies
- Phellandrium aquaticum
- Phellandrium conioides
- Phellandrium mutellina
- Phellandrium stoloniferum
- «Lista completa»

## Classificação do gênero
| Sistema | Classificação                    | Referência               |
| ------- | -------------------------------- | ------------------------ |
| Linné   | Classe Pentandria, ordem Digynia | Species plantarum (1753) |